# 白雲岳
白雲岳（はくうんだけ）は、北海道の上川郡上川町と上川郡美瑛町の2町にまたがる標高2,230.1mの山である。山頂には三等三角点「大石狩岳」が設置されている。北海道百名山及び北海道の百名山の一つである。

## 概要
石狩山地を構成する表大雪の大雪火山群の一峰で、標高は旭岳、北鎮岳に次いで北海道で3番目に高い。東側には白雲岳避難小屋が存在し、大雪山系やトムラウシ山への縦走の拠点になっている。山頂部は窪地状になっており、春には雪解け水によって「幻の湖」が形成される。
道道1162号の終点にある銀泉台から赤岳・小泉岳を経て山頂へ登るのがメインルートである。